# 3569 Kumon
A 3569 Kumon (ideiglenes jelöléssel 1938 DN1) a Naprendszer kisbolygóövében található aszteroida. Karl Wilhelm Reinmuth fedezte fel 1938. február 20-án.